# Menkauhor Kaiu
Menkauhor Kaiu a fost un faraon al Regatului Vechi al Egiptului.